# Buda (Buzău)
Buda è un comune della Romania di 3 133 abitanti, ubicato nel distretto di Buzău, nella regione storica della Muntenia.
Il comune è formato dall'unione di 7 villaggi: Alexandru Odobescu, Buda, Dănulești, Muilești-Dănulești, Spidele, Toropălești, Valea Largă.